# کوک‌توبه (شهرستان اسکلدی)
کوک‌توبه (به قزاقی: Koktobe) یک منطقهٔ مسکونی در قزاقستان است که در شهرستان اسکلدی واقع شده‌است.